# Івар Ялмар Якобсон
Івар Ялмар Якобсон (швед. Ivar Hjalmar Jacobson; нар. 2 вересня 1939, Істад, Мальмегус (лен), Швеція) — шведський вчений у галузі інформатики, який вніс внесок у розвиток UML, RUP, аспектно-орієнтованого програмування.

## Біографія
Народився в Істаді 2 вересня 1939 року.
В 1962 році захистив магістерську дисертацію з електротехніки в Технічному університеті Чалмерса в Гетеборзі.
У 1985 році здобув ступінь доктора філософії в Королівському технологічному інституті в Стокгольмі, захистивши роботу з мовних конструкцій у великих системах реального часу.
По закінченні університету працював в Ericsson. У квітні 1987 року створив власну фірму — Objective Systems. У 1991 році Ericsson викупила контрольний пакет акцій Objective, фірма була перейменована в Objectory AB. Близько 1992 року Якобсон описав процес розробки програмного забезпечення OOSE (англ. object-oriented software engineering).
В жовтні 1995 року Ericsson передав Objectory в корпорацію Rational Software. В ній Якобсон почав працювати з Граді Бучем і Джеймсом Рамбо. Поряд з Рамбо і Бучем, Якобсон стає учасником групи «три аміго», які очолили роботи зі створення процесу, що отримав назву Rational Objectory Process (ROP), а також поширенню уніфікованого процесу, який став основою для уніфікованої мови моделювання (UML).
У 2003 році Rational Software була куплена IBM, Якобсон працював в утвореному підрозділі IBM виконавчим технічним консультантом до травня 2004 року, після чого покинув корпорацію.
У середині 2003 року заснував компанію Ivar Jacobson Consulting.
В даний час[перевірити] Якобсон очолює проєкт SEMAT, присвячений створенню єдиної теорії, здатної стати фундаментальним науковим підґрунтям для процесу розробки програмного забезпечення. Ядро SEMAT було схвалено комітетом по стандартизації OMG і прийнято як вільний стандарт. Активно просуває ініціативу і бере участь у написанні статті в англійській Вікіпедії, присвячених проєкту.

## Публікації
- 1992. Object-Oriented Software Engineering: A Use Case Driven Approach (ACM Press) With Marcus Christerson, Patrik Jonsson & Gunnar Overgaard. Addison-Wesley, 1992, ISBN 0-201-54435-0
- 1994. The Object Advantage: Business Process Reengineering Object With Technology (ACM Press). With M. Ericsson & A. Jacobson. Addison-Wesley, ISBN 0-201-42289-1
- 1997. Software Reuse: Architecture, Process, and Organization for Business Success (ACM Press). With Martin Griss & Patrik Jonsson. Addison-Wesley, 1997, ISBN 0-201-92476-5
- 1999. The Unified Software Development Process. With Grady Booch & James Rumbaugh. Addison-Wesley Professional, 1999, ISBN 0-201-57169-2
- 2004. The Unified Modeling Language Reference Manual (2nd Edition). With Grady Booch & James Rumbaugh. Addison-Wesley Professional, 2004, ISBN 0-321-24562-8
- 2004. Aspect-Oriented Software Development With Use Cases (Addison-Wesley Object Technology Series). With Pan-Wei Ng. Addison-Wesley, ISBN 0-321-26888-1
- 2005. The Unified Modeling Language User Guide (2nd Edition). With Grady Booch & James Rumbaugh. Addison-Wesley Professional, 2005, ISBN 0-321-26797-4
- 2013. The Essence of Software Engineering — Applying the SEMAT Kernel. With Pan Wei Ng, Paul Mc Mahon, Ian Spence and Svante Lidman. Addison-Wesley, 2013, ISBN